# アズマシロカネソウ
アズマシロカネソウ（東白銀草、学名：Dichocarpum nipponicum）は、キンポウゲ科シロカネソウ属の多年草。別名、アズマシロガネソウ、エチゴシロカネソウ。

## 特徴
植物体全体に無毛で繊細である。根茎は長く太く発達し、長さ12cm、径1cmになり、膜状の鱗片でおおわれ、匐枝は出ない。茎は高さ10-30cmになり、直立し、分枝しない。根出葉は1-4個あるかまたは無く、葉柄の長さは5-10cm、鳥足状複葉になり、頂小葉は扇形から菱状卵形になって、長さ0.7-4cm、幅0.7-3cmになる。茎につく葉はやや互生し、鳥足状複葉になり、頂小葉は菱形から広菱形または扇形で、長さ1-5.5cm、幅0.8-4cm、縁は円頭の粗い鋸歯縁、基部はくさび形となり、葉柄の基部は合着する。
花期は4-6月。茎先に径9-14mmの黄緑色で背面が紫色をおびた花が1-数個、斜め下向きに咲く。花柄は長さ2-3cmになり、3裂した葉状の小苞が対生する。花弁状の萼片は5個で、楕円形で長さ6-10mm、幅3-5mmになり、斜上する。萼片の内側に小さな花弁が5個あり、花弁の舷部は黄色で広楕円形、蜜腺があって蜜を分泌し、内曲して皿状になり、その柄は白色になる。雄蕊は多数あり、長さ4mm、葯は白色。雌蕊は2個。果実は袋果で長さ0.9cmになり、基部で2個が合着して魚の尾状に広がる。種子は径1mmの球形となり、褐色で光沢がある。

## 分布と生育環境
日本固有種。本州の秋田県・岩手県から鳥取県・岡山県にかけての日本海側に偏った地域に分布し、温帯林の林床に生育する。

## 名前の由来
和名のアズマシロカネソウは「東白銀草」の意で、東国に分布するシロカネソウ（シロカネソウ属）の1種の意味である。
なお、フクリンアズマシロカネソウの名をもつ植物があるが、本種の下位分類ではなく、同属のトウゴクサバノオの重弁品種である。

## 利用
食欲不振や神経痛に効能があるとされ、民間薬として利用されている。

## ギャラリー

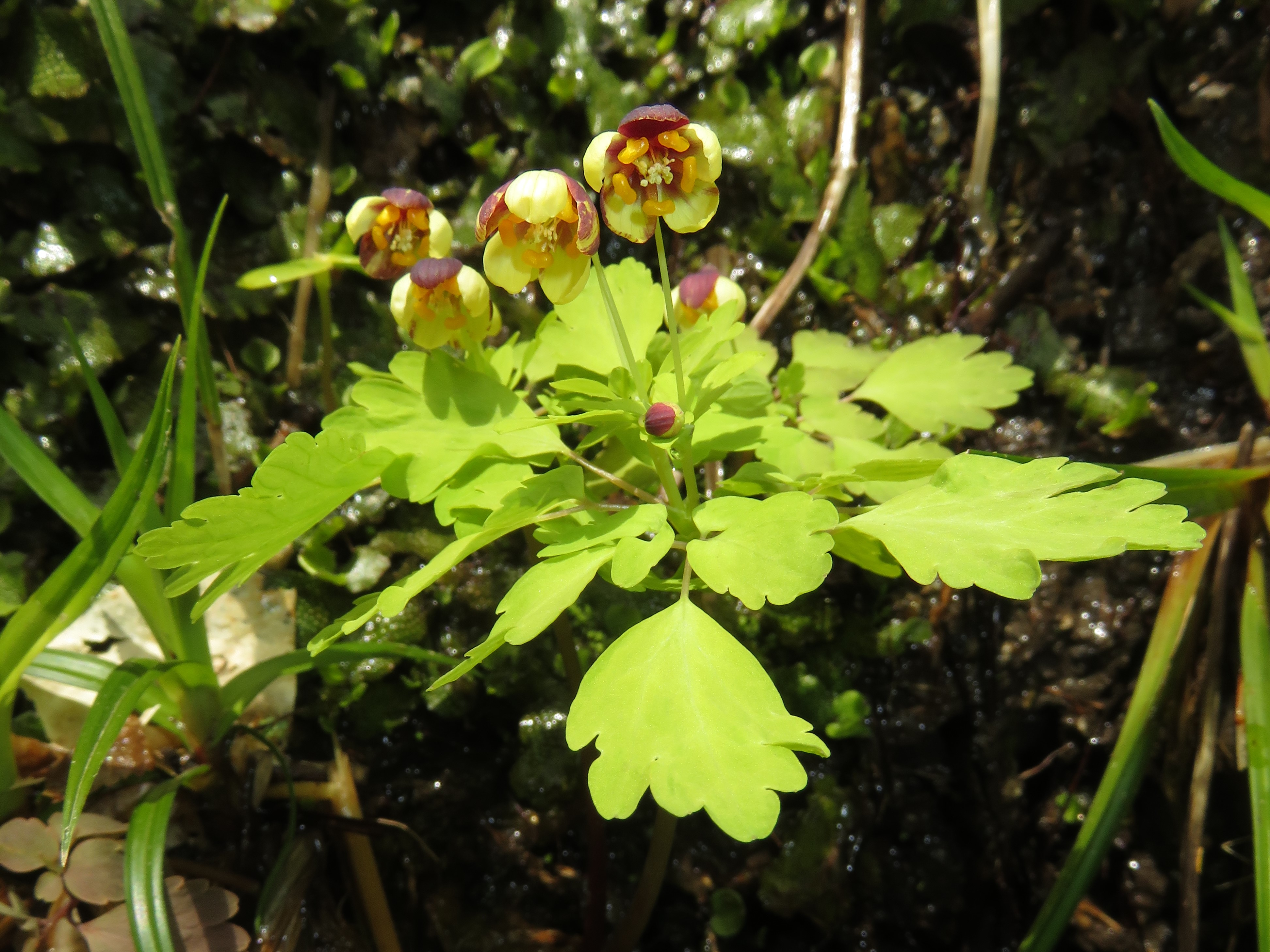
花弁状のものは萼片で、花弁は内側の黄色のもの。
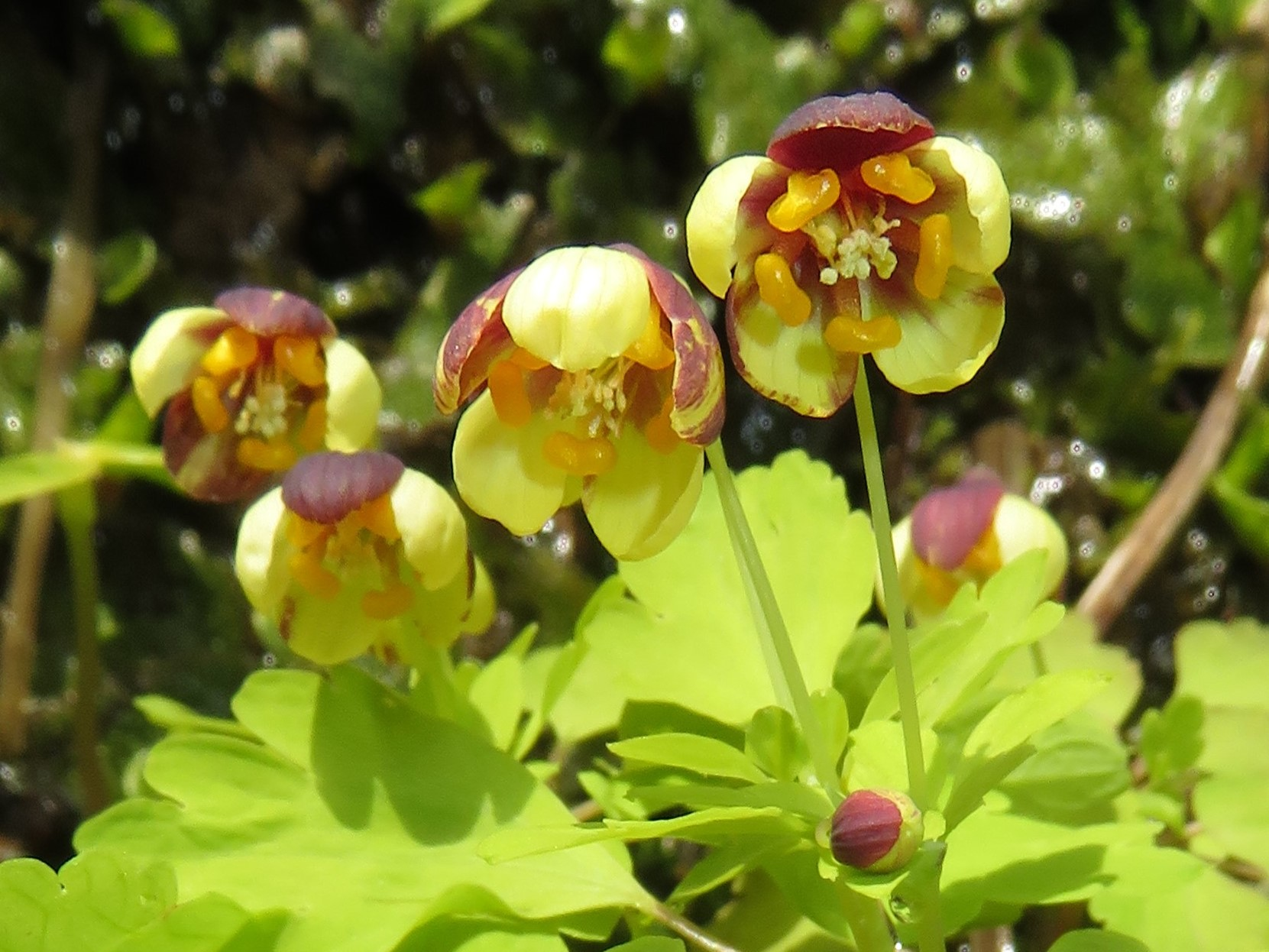
左の花部分を拡大。
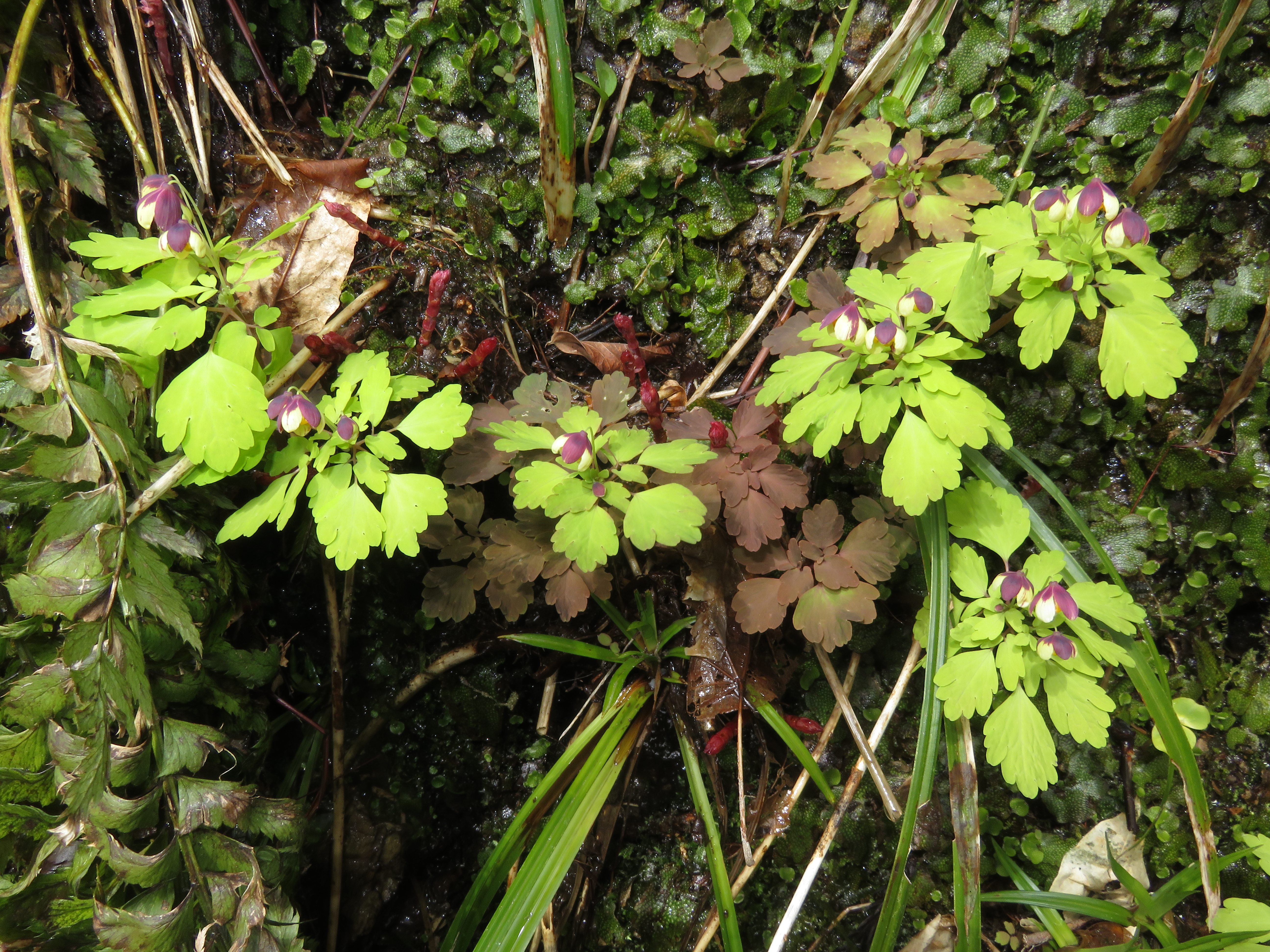
葉は鳥足状複葉になる。苔むした湿った岩場で撮影した。
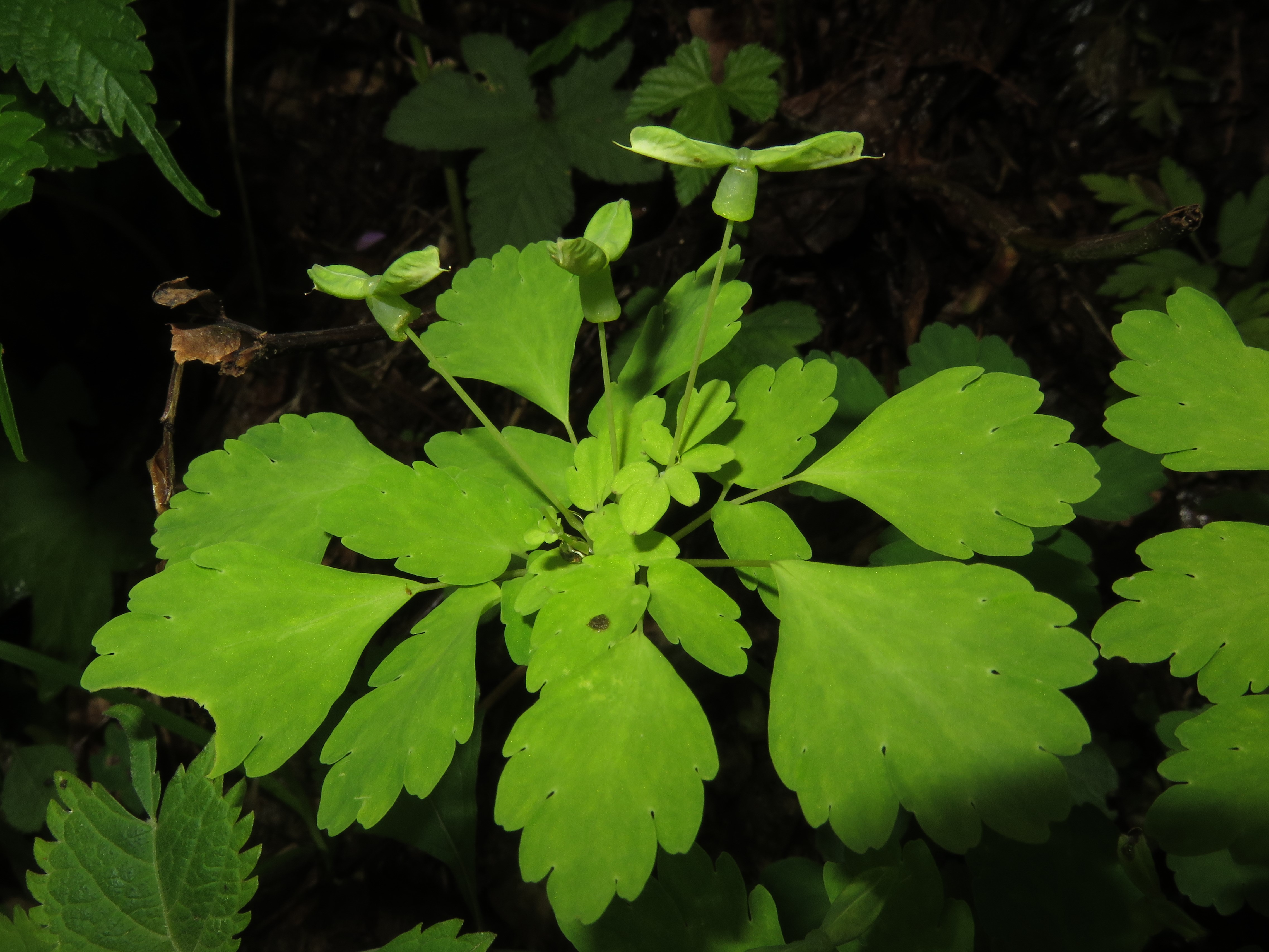
魚の尾状（T字形）に広がる果実。
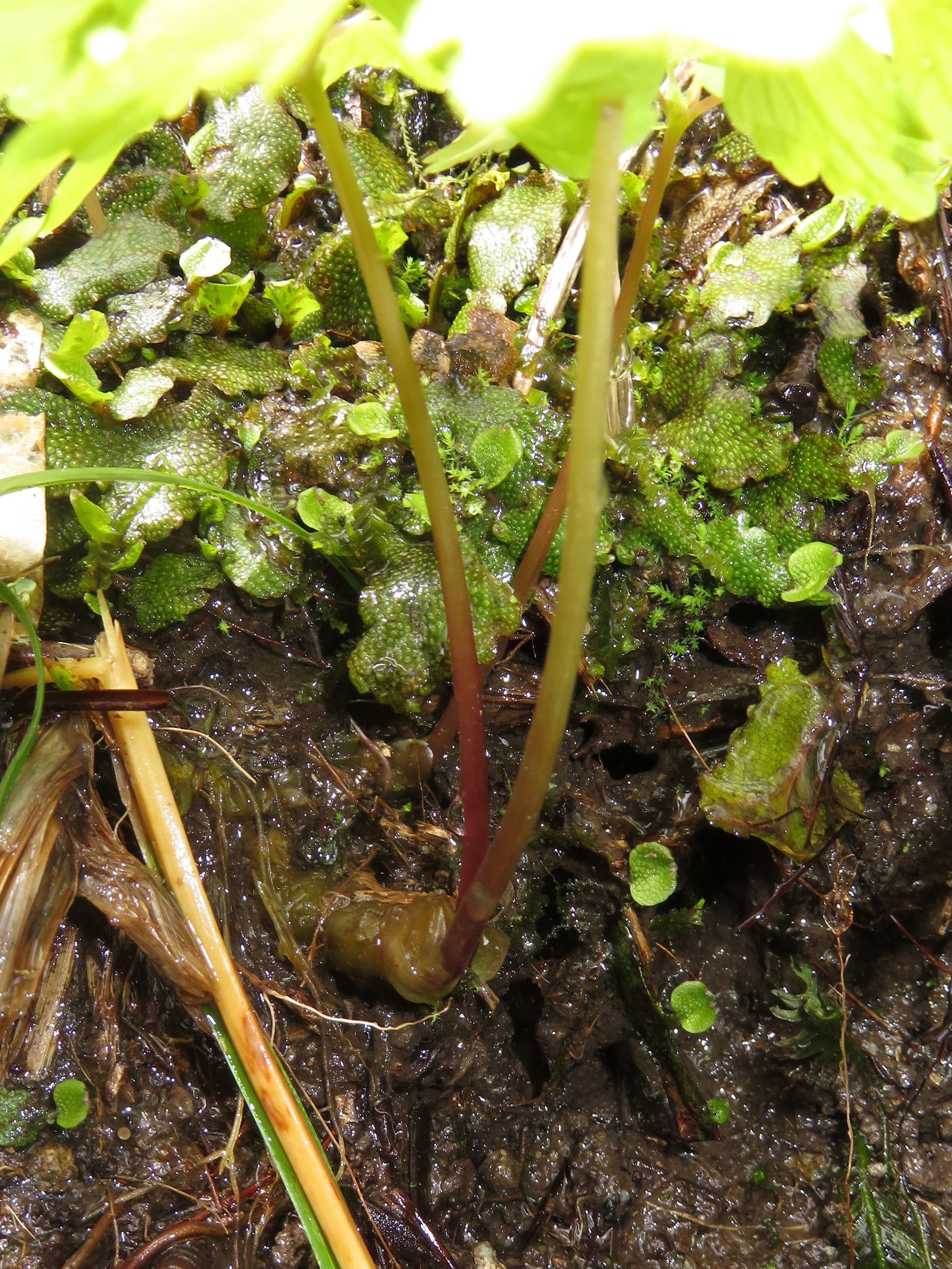
太い根茎の先から茎が出ている様子。